# 布林纳大街
布林纳大街（Brienner Straße）是德国城市慕尼黑的4条皇家大道之一，兴建于1812年以后，设计者是马克西米利安一世统治时期的卡尔·冯费舍。

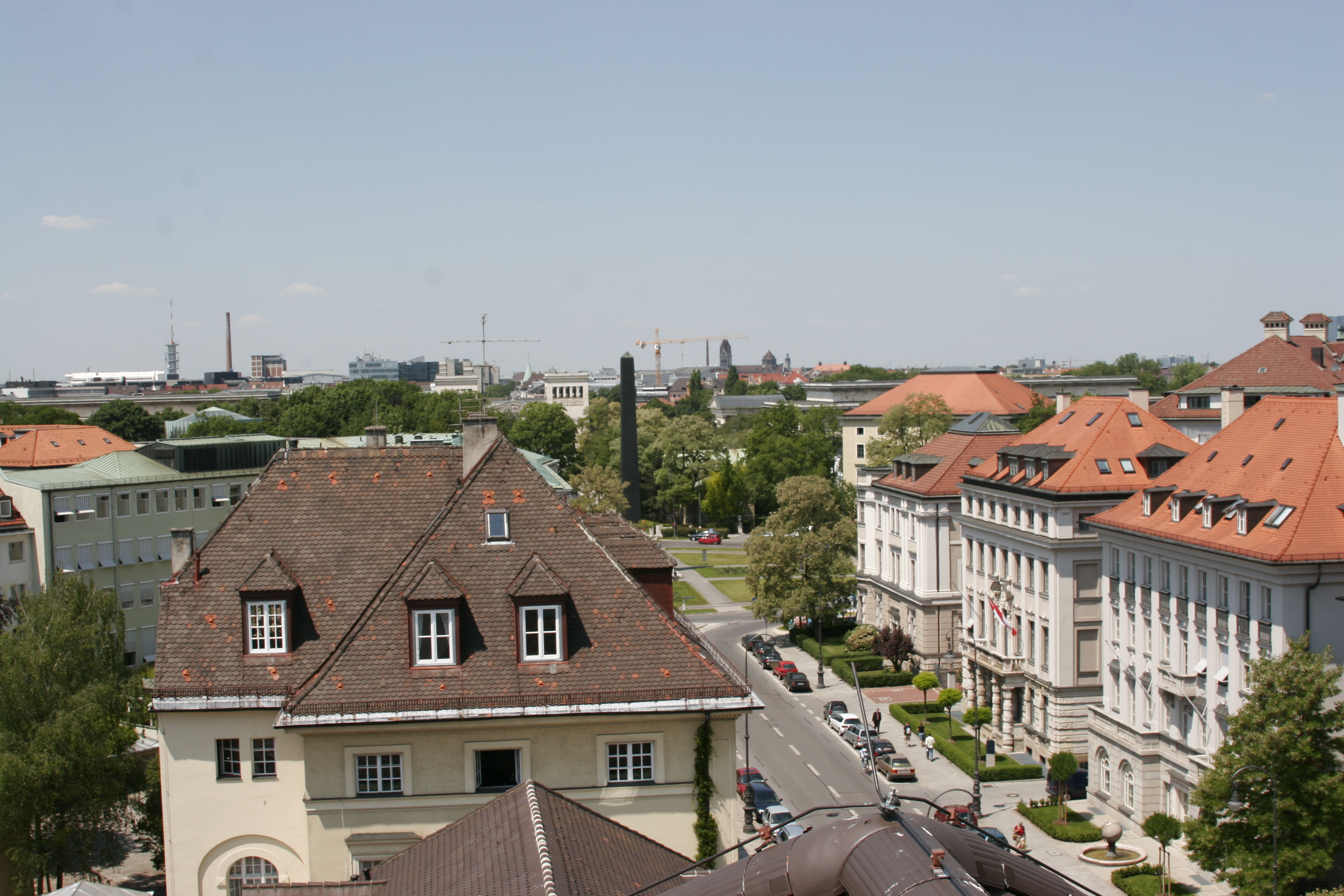
从卡罗琳广场看布林纳街

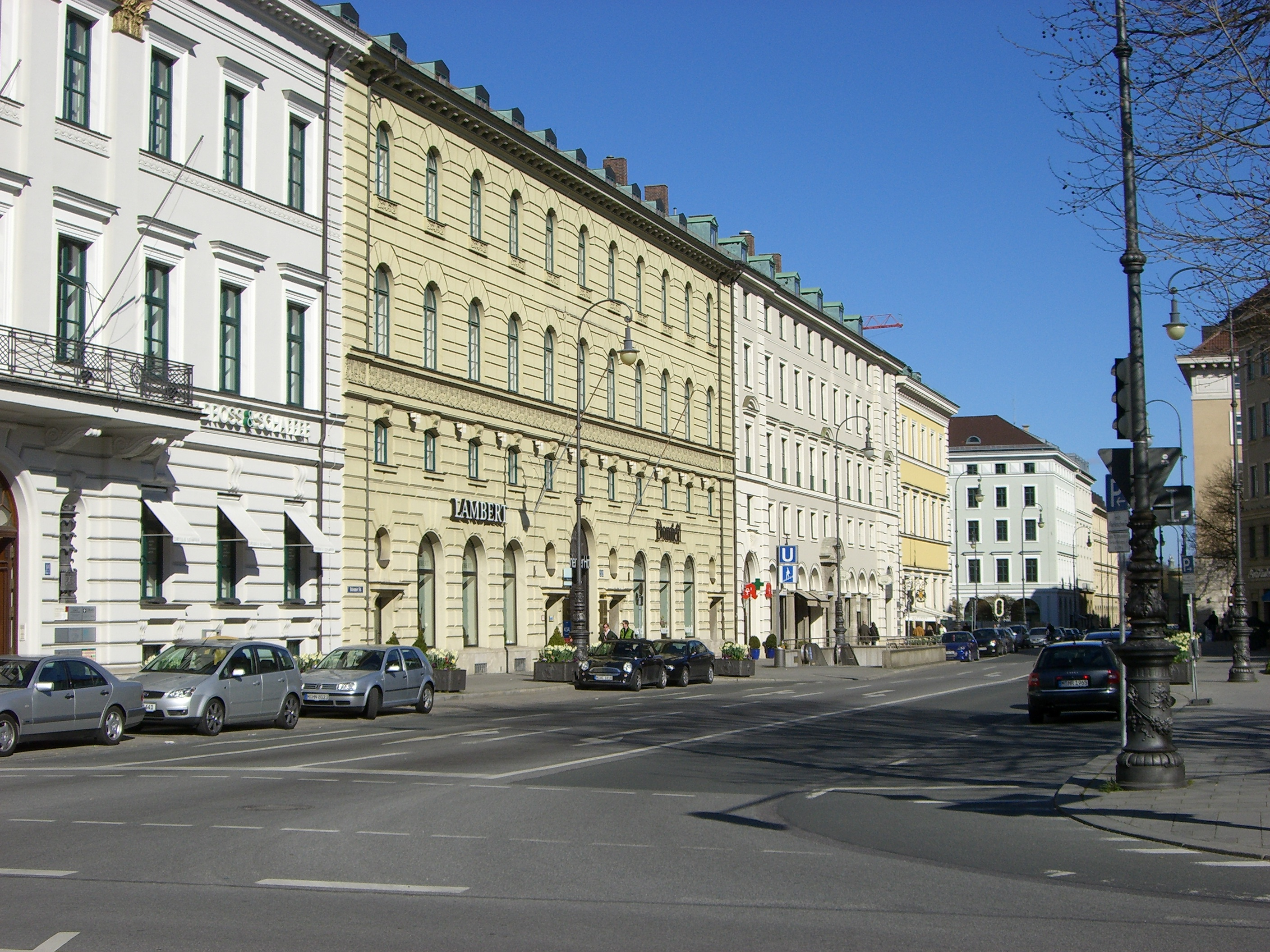
布林纳街东段

这条街东起旧城北部边缘靠近王宫的音乐厅广场，从东向西，经过Wittelsbacher广场、卡罗琳广场及其方尖塔，最终到达壮观的国王广场，那里有多立克柱式的Propyläen、爱奥尼亚柱式的古代雕塑展览馆，和科林斯柱式的州立文物博物馆，在后面竖立着圣玻尼法修道院。国王广场周围地区集中了许多美术馆和博物馆，称为 艺术区。还包括老绘画陈列馆、新绘画陈列馆、现代艺术陈列馆和伦巴赫美术馆。 
大街两侧大部分建筑都严格按照新古典主义风格建造，例如Almeida 大厅。部分建筑已经毁于第二次世界大战期间。 
德国纳粹党全国总部褐宫坐落在布林纳街45号。 